# Odcięcie
Odcięcie, czyli suspensja, z łacińskiego: abbreviatio per suspensionem – Najstarszy sposób skracania wyrazów pisanych w alfabecie łacińskim, znany ze starorzymskich inskrypcji.
Skracanie polegało na odcięciu końcowej części wyrazu i pozostawieniu liter początkowych lub tylko pierwszej litery. Jedyne pozostałe po odcięciu litery zwano litterae singularis lub później (od VI w. n.e.) syglami. Suspensja, pozbawiając wyraz końcówki, zmuszała czytającego do prawidłowego określenia form gramatycznych skróconego wyrazu poprzez wnioskowanie z kontekstu zdania.
Zapisywanie wyrazów przy pomocy sygli funkcjonowało w ramach powszechnie znanego systemu i nawet słabo wykształcony Rzymianin wiedział, co oznaczają pojedyncze litery skrótów. Przy pomocy sygli zapisywano więc imiona – podobnie jak czynimy to dzisiaj. Jednak rzymski system był bardziej przejrzysty, bowiem nie było sytuacji by identyczny skrót oznaczał dwa różne imiona: T. oznaczało Titusa, zaś imię Tiberius zapisywano jako Tib. Szczególnie często skróty przez odcięcie – w tym i sygle - spotykamy w powszechnie używanej rzymskiej terminologii prawno-ustrojowej:
- RP. – Res Publica[5]
- S.P.Q.R. – Senatus Populusque Romanus[6]
- IMP. – Imperator[7]
- AVG. – Augustus[8]
- COS. – Consul[9]

Dla zaznaczenia liczby mnogiej wyrazów skróconych przez odcięcie stosowano tzw. iterację, czyli zwielokrotnienie ostatniej, pozostałej po odcięciu, litery:
AVGG – dwóch Augustów (Augusti duo)
IMPPP. – trzej imperatorzy (Imperatores tres)
Po jakimś czasie reguły iteracji rozluźniły się i kamieniarze zamiast klasycznej iteracji COSS. – dwóch konsulów (Consulibus duobus), zaczęli pisać CCSS, a potem już tylko CC.
Iterację stosuje się do dziś najczęściej w określeniach zakonników – OO. – Ojcowie (np. dominikanie), FF. - bracia (fratres), oraz SS. - siostry (sorores) lub święci (sancti) – rzadziej w zwrotach grzecznościowych – P.P. Panie i Panowie, Państwo. 
W przypadku niektórych suspensji zapisywanych syglami można było zaznaczyć ich rodzaj gramatyczny: sygle oznaczające wyrazy rodzaju żeńskiego odwracano.
Dla zaznaczenia dokonanej suspensji stawiano przy wyrazie skróconym kropkę. Na początku II stulecia po Chr. upowszechnił się również zwyczaj zaznaczania dokonanego skrótu poprzez nadpisanie kreski nad pozostałą częścią wyrazu. Ten sposób stosowano szczególnie w wypadkach, gdy odcięciu ulegała jedynie końcówka fleksyjna.

## Suspensja w średniowieczu
Średniowieczny system brachygraficzny korzystał ze wszystkich typów skróceń powstałych w czasach antycznych. Nie było to jednak tylko kopiowanie znaków opracowanych w starożytności. Abrewiacje rozwijały się, zmieniały formę i znaczenia. Swój system skróceń oparty na zasadach rządzących nomina sacra, z zapożyczeniami z not tyrońskich wytworzyli mnisi iroszkoccy, którzy następnie przenieśli go na kontynent. Minuskuła karolińska początkowo dysponowała niewielką ilością abrewiacji, jednak już od X wieku i liczba zaczęła rosnąć. Najchętniej stosowano kontrakcję, jednak nowości pojawiły się i w pozostałych typach skróceń.
Stałe miejsce w piśmiennictwie średniowiecznym zyskały sobie nowe sygle:
- a.D., A. D. – anno Domini[11] (roku Pańskiego), stosowany w datacji,
- D. G. – Dei Gratiae (z łaski Boga), stosowany w tytulaturach władców, popularny do dziś. Umieszczany po imieniu władcy a przed określeniem godności, sygiel D. G. stał się najkrótszym, lecz zawierającym pełnię znaczeń, sposobem na określenie istoty monarchii.
- S. – sigillum (na pieczęciach)
- R.I.P. – requiescat in pace (niech spoczywa w pokoju)[10]
- AMDG (A.M.D.G.) - Ad maiorem Dei gloriam[12] (dla większej chwały Boskiej), skrót stosowany zamiast podpisu, głównie na różnych wyrobach czy dziełach sztuki średniowiecznej.

Należy również wspomnieć o formule D. O. M. od czasów Średniowiecza często umieszczanej na frontach świątyń chrześcijańskich. Suspensja ta w rozwinięciu brzmi Deo Optimo Maximo (Bogu Najlepszemu, Największemu), a pierwotnie odnosiła się do Jupitera. 
Specjalne znaczenie posiadała inna suspensja będąca jednym z powszechniej używanych skrótów Średniowiecza. W rękopisach liturgicznych zawierających teksty mszalne – tzw. sakramentarzach – od początku prefacji (pochwalna i dziękczynna część Mszy Świętej poprzedzająca konsekrację), na kolejnych kartach zawsze umieszczano litery VD. Mabillon wytłumaczył ów monogram jako skrót pierwszych słów formuły “Vere dignum et justum est, aequum et salutare” (Zaprawdę godne jest i sprawiedliwe, słuszne i zbawienne). W wielu rękopisach suspensję tę zdobiono tak bogato, że niemal niemożliwe jest rozpoznanie w bogactwie ornamentyki owych dwóch liter.
Również przy pomocy sygli zapisywano imiona np. K. – Kasimirus, H. –Heinricus.
Pojawiła się również suspensja nieregularna, kiedy to wyraz obcina się i z końca i z początku pozostawiając literę środkową, np. n.=enim. Inną nową formą skrótu przez odcięcie jest suspensja zgłoskowa, kiedy zapisywano pierwsze litery kolejnych sylab wyrazu: pp=papa, ss=subscripsi.
Dokonanie skrótu przez odcięcie zaznaczano kropką po ostatniej literze, rzadziej kropkę stawiano nad literą. Drugą, równie popularną metodą oznaczenia skrótu było umieszczenie poziomej kreski nad ostatnią literą, pozostałą po dokonaniu suspensji. Niekiedy kreska biegła ukośnie, obok litery lub też przekreślając ją.
Niektórzy paleografowie starszego pokolenia (W. Semkowicz) do suspensji lub do kontrakcji zaliczali również abrewiacje, w których znakiem skrócenia było nadpisanie litery: 
"n" nad "a"=ante, "o" nad "h"= hoc, "i" nad "h"=hic, "i" nad "ig"=igitur
Obecnie (J. Szymański) takie skróty klasyfikuje się jako odrębny rodzaj: abrewiację przez literę nadpisaną (abbreviatio per litteram suprascriptam).